# Comostola ectenes
Comostola ectenes là một loài bướm đêm trong họ Geometridae.